# John McKee

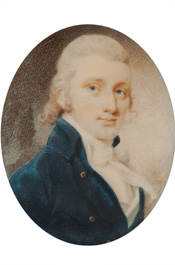
John McKee

John McKee (* 1771 in Rockbridge County (damals Teil von Augusta County), Colony of Virginia; † 12. August 1832 nahe Boligee, Alabama) war ein US-amerikanischer Politiker.

## Werdegang
John McKee besuchte die Liberty Hall Academy (heute Washington and Lee University) in Lexington. Dann war er zwischen 1802 und 1816 als US-Beauftragter für die Choctaw-Indianer im östlichen Teil des Mississippis zuständig. Am 9. März 1821 ernannte man ihn zu einem Beamten im Grundbuchamt in Tuscaloosa. Ferner war er einer der ersten Siedler im Tuscaloosa County.
McKee war ein Mitglied der Kommission, die den Grenzlinienverlauf zwischen den US-Bundesstaaten Kentucky und Tennessee festlegte. Er wurde als Jackson Republican in den 18. US-Kongress gewählt und in die zwei nachfolgenden US-Kongresse wiedergewählt. Dort diente er im US-Repräsentantenhaus vom 4. März 1823 bis zum 3. März 1829. Er entschied sich 1828 gegen eine Kandidatur in den 21. US-Kongress. Danach war er 1829 einer der Kommissare, die den Vertrag von Dancing Rabbit Creek aushandelten, durch den ein großer Landesteil westlich des Tombigbee Rivers von den Choctaw-Indianern erworben wurde.
John McKee starb 1832 zuhause auf Hill of Howth im Greene County und wurde auf dem Bethsalem Cemetery in Boligee beigesetzt.